# Storia delle ferrovie nel Granducato di Toscana

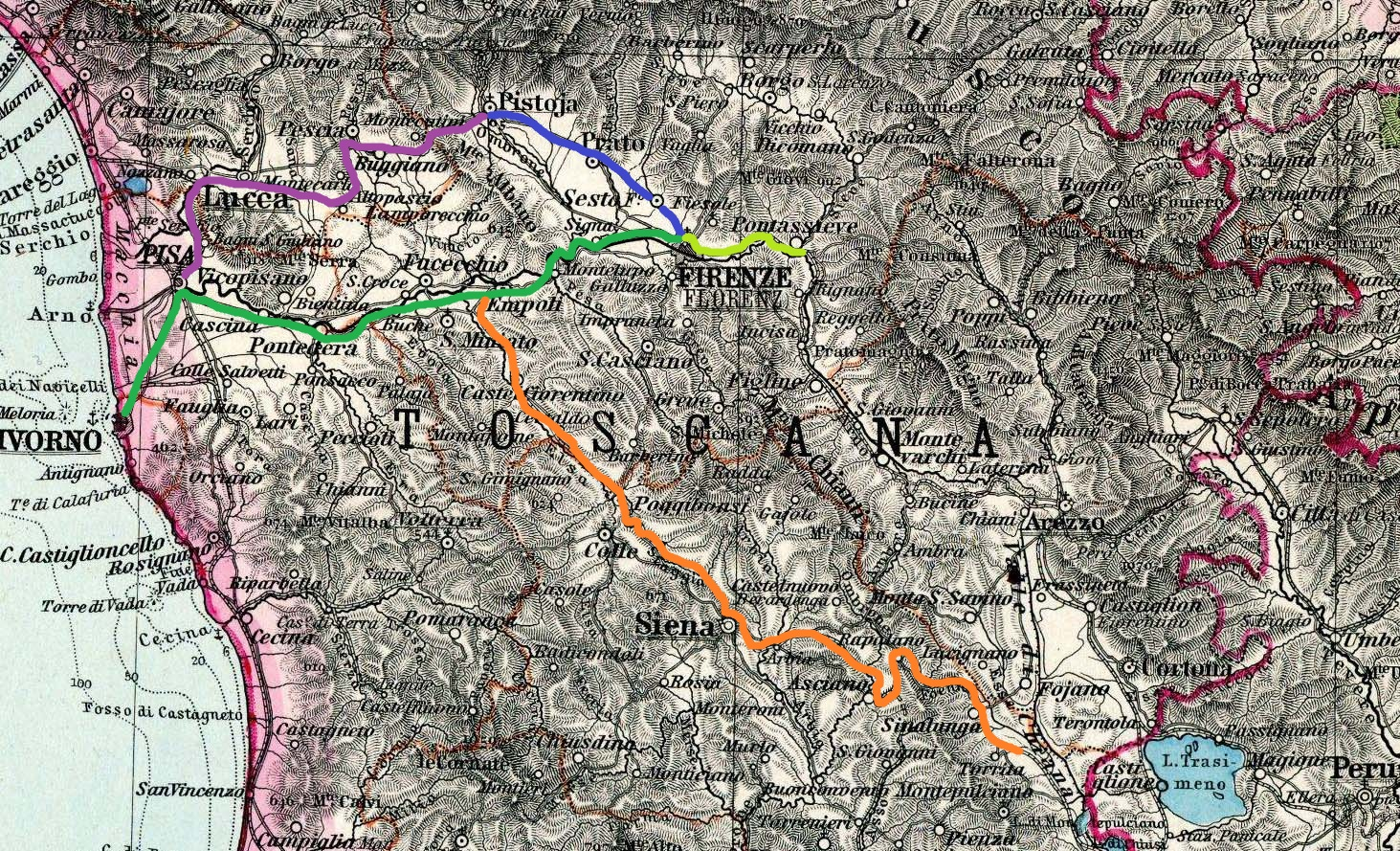
Rete ferroviaria del Granducato di Toscana, 1860

La storia delle ferrovie nel Granducato di Toscana ebbe inizio, il 21 ottobre 1843, con la prima corsa di prova sulla linea Pisa-Livorno, a binario unico della lunghezza di 18,2 km. Il 13 marzo 1844 avvenne l'inaugurazione ufficiale. La Livorno-Pisa era la prima tratta della ferrovia Leopolda.

## Storia

### Premesse
Le notizie relative all'apertura di una linea ferroviaria tra Stockton e Darlington, in Inghilterra, suscitarono interesse anche nel Granducato di Toscana. Tra il 1825 e il 1835 alcuni articoli apparsi sul Giornale agrario toscano e su altri periodici suggerirono l'idea di costruire una ferrovia che unisse la capitale, Firenze, all'importante porto di Livorno.
Nel 1838 prese vita una società che a sua volta creò una commissione di studio composta da eminenti personaggi: padre Giovanni Inghirami, delle Scuole Pie, il professore Giuseppe Pianigiani, gli architetti Francesco Leoni, Domenico Giraldi, Giuseppe Martelli e Luigi Bettarini, gli ingegneri Tommaso Bianchi e Paolo Folini; presidente era il colonnello Luigi Serristori. Il 5 luglio dello stesso anno presentò la scelta dell'itinerario per la valle dell'Arno.
Agli inizi degli anni quaranta del XIX secolo nel Granducato e nel vicino Ducato di Lucca cominciò a prendere forma una rete ferroviaria commisurata ai bisogni interni.
Nel 1847, in seguito all'abdicazione di Carlo Ludovico di Borbone e all'annessione del ducato di Lucca nel granducato di Toscana, le linee lucchesi confluirono nella rete granducale.
Alle soglie dell'Unità d'Italia lo Stato toscano, con poco più di 330 km in esercizio, era il terzo per estensione di ferrovie dopo il Regno di Sardegna e il Lombardo-Veneto.

### La "Leopolda", prima ferrovia del Granducato

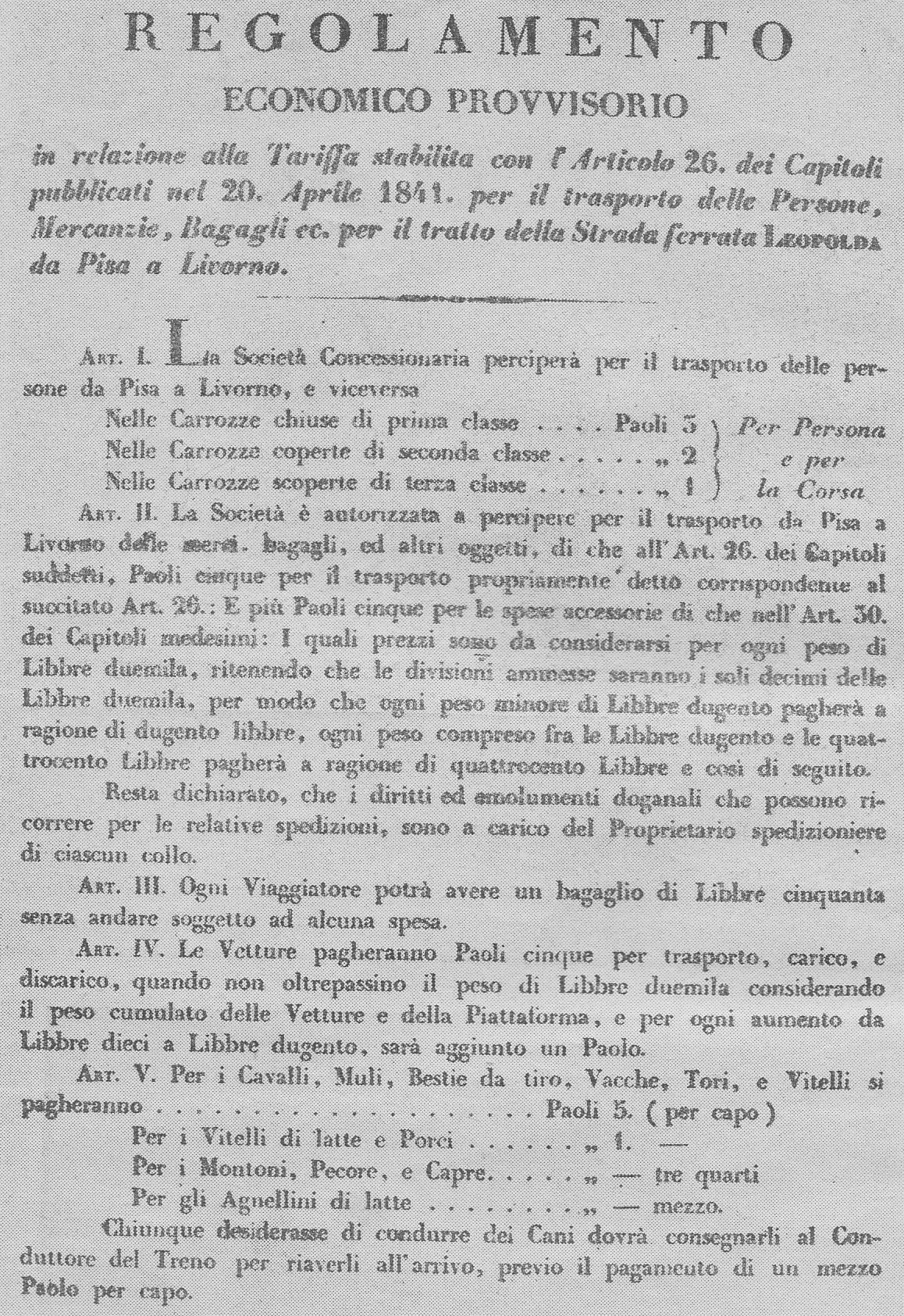
Il primo regolamento di esercizio economico provvisorio con tariffario

Nel 1833 Luigi Serristori, che aveva scritto nel 1816 il saggio Sopra le macchine a vapore, dopo un soggiorno all'estero venne nominato presidente della commissione incaricata di valutare la fattibilità dei percorsi proposti. Nel 1837 Piero Dini Castelli e Serristori compilarono una "Memoria" che faceva il punto sulla concreta possibilità di realizzare la ferrovia Firenze-Livorno.
Il banchiere fiorentino Emanuele Fenzi e l'imprenditore livornese Pietro Senn costituirono allo scopo una società ottenendo, dal Granduca Leopoldo II, il 14 aprile del 1838, la "sovrana risoluzione" (autorizzazione) a costruire la ferrovia.
Entrò a far parte della commissione tecnica incaricata di scegliere il miglior tracciato anche l'ingegnere Giuseppe Pianigiani e su raccomandazione di Policarpo Bandini, imprenditore senese, fu inviato a Londra assieme ad Orazio Hall e ad Agostino Kotzian, socio di maggioranza della ditta Senn, per prendere contatti con un ingegnere esperto per dirigere i lavori e con i banchieri Rotschild e Beck per i finanziamenti.
Accettò l'incarico di dirigere i lavori Robert Stephenson al tempo ritenuto una delle massime autorità nel campo ferroviario. Questi redasse una dettagliata relazione sui lavori indirizzandola al Fenzi e al Senn e nominò suo delegato William Hoppner e Pianigiani suo assistente ai lavori.
Il 4 aprile 1841 la concessione venne ufficialmente formalizzata con un "motu proprio" del Granduca che diede inizio ai lavori. Il 7 giugno 1841 a Firenze si tenne la prima adunanza generale della "Società anonima della Strada Ferrata Leopolda" con l'elezione del primo consiglio di amministrazione.
Il tracciato scelto fu quello passante per Empoli, Pontedera e Pisa della lunghezza di circa 96 km. La prima corsa di prova sulla tratta Pisa-Livorno avvenne il 27 gennaio 1844. Il 13 marzo successivo il primo tratto Livorno-Pisa fu inaugurato a binario unico, per la lunghezza di 18,2 km; i costi di costruzione vennero computati in lire 3.935.865. Il movimento di viaggiatori al 20 maggio, 69º giorno dall'apertura al traffico, fu di 120.897 persone con una media di circa 1700 viaggiatori giornalieri.
Nel 1845 William Hoppner fu sostituito da William Bray che, il 19 ottobre, aprì all'esercizio altri 19 km circa, fino a Pontedera, e attivò un primo servizio merci. La tratta Pontedera-Empoli di 26,8 km fu aperta il 21 giugno 1847 e l'anno successivo, il 10 giugno 1848, fu aperta all'esercizio l'intera linea. Il 20 giugno 1847 fu attivato il servizio di dispaccio telegrafico anche ad uso pubblico.
I treni si attestavano nella stazione Leopolda di Firenze Porta a Prato. Il movimento di viaggiatori trasportati tra il 13 giugno e il 30 giugno 1848 fu di 61.199 unità.
Nella primavera del 1850 fu terminata la posa del secondo binario e nel 1858 fu inaugurata la stazione marittima di Livorno scalo importante per il traffico merci.
Tutto il materiale sia fisso che rotabile era di costruzione inglese. Inglesi erano i macchinisti, i meccanici, i capomastri; di italiano nell'impresa era soltanto il personale di fatica; anche il Pianigiani, resosi presto conto di non essere tenuto in considerazione "dagli inglesi", si era dimesso dalla direzione dei lavori.
| Tratta                             | Km     | Inizio lavori | Attivazione     | Note |
| ---------------------------------- | ------ | ------------- | --------------- | --- |
| Livorno-Pisa                       | 18,03  | 1843 (?)      | 13 marzo 1844   | [ 15 ] |
| Bivio Calambrone-Livorno S.Marco   | 2,417  |               | marzo 1844      | [ 15 ] |
| Pisa-Pontedera                     | 19,359 |               | 14 ottobre 1845 | [ 15 ] |
| Pontedera-Empoli                   | 26,8   |               | 21 giugno 1847  | [ 15 ] |
| Empoli-Firenze Bivio Porta a Prato | 29,7   |               | 4 giugno 1848   | L'inaugurazione ufficiale avvenne il 12 giugno, alla presenza del granduca e con un treno di ben 32 carrozze trainato da una sola locomotiva. |
| Lunghezza totale                   | 96,306 |               |                 | |

### Le ferrovie del Ducato di Lucca
Nel Ducato di Lucca, il duca Carlo Ludovico di Borbone autorizzò la costruzione di tre linee ferroviarie verso Pisa, Aulla e Pistoia prima della sua abdicazione, nel 1847, in seguito alla quale le linee realizzate confluirono nella rete granducale.

#### La Lucca-Pisa

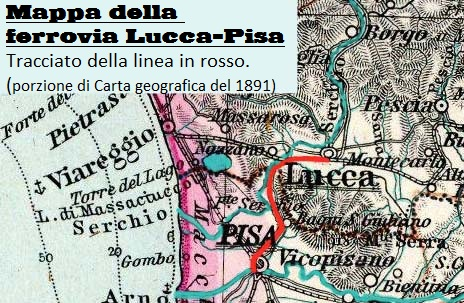
Tracciato della ferrovia Lucca-Pisa

Nel 1841 Pasquale Berghini diede vita a un comitato promotore, costituito dallo stesso e dai signori Carlo Minutoli Tegrini, Tommaso Giannini, Felice Francesconi e Giuseppe Vitali, per la costruzione di un collegamento ferroviario tra la capitale, Lucca, e il porto di Livorno. Il progetto venne presentato al duca che, nonostante lo Stato lucchese si trovasse finanziariamente al collasso, fu convinto delle possibilità di sviluppo economico offerte dall'opera. La prospettiva di un collegamento rapido con l'importante porto di Livorno indusse il Duca ad emanare il 10 dicembre 1841 un decreto con cui accordò la concessione alla "Società anonima della Strada Ferrata da Lucca a Pisa" per la costruzione del tratto da Lucca a Cerasomma, confine di stato.
Dato che la linea interessava per metà il territorio del Granducato di Toscana, Leopoldo II, il 27 giugno 1844, emise un motu proprio di assenso per il rimanente percorso fino a Pisa.
Venne scelto un percorso pianeggiante aggirando il Monte Pisano senza alcuna galleria. La linea sarebbe stata a binario unico, con inizio appena fuori delle mura di Lucca dove sarebbero state costruite la stazione e le officine ferroviarie e si sarebbe diretta ad ovest, lambendo gli abitati di Montuolo e Fagnano, fino alla dogana di Cerasomma. Qui la linea avrebbe svoltato verso sud fiancheggiando il fiume Serchio e attraversando gli abitati di Ripafratta, Rigoli e Bagni di San Giuliano poi, con una stretta curva a destra, avrebbe proseguito per Pisa ove sarebbe stata costruita una stazione provvisoria fuori Porta a Lucca; un servizio di carrozze avrebbe assicurato il collegamento con la stazione Leopolda sul lato opposto della città.
La costruzione del ponte sull'Arno avrebbe in seguito permesso lo spostamento del terminale nella stazione di Pisa San Rossore a Porta Nuova.

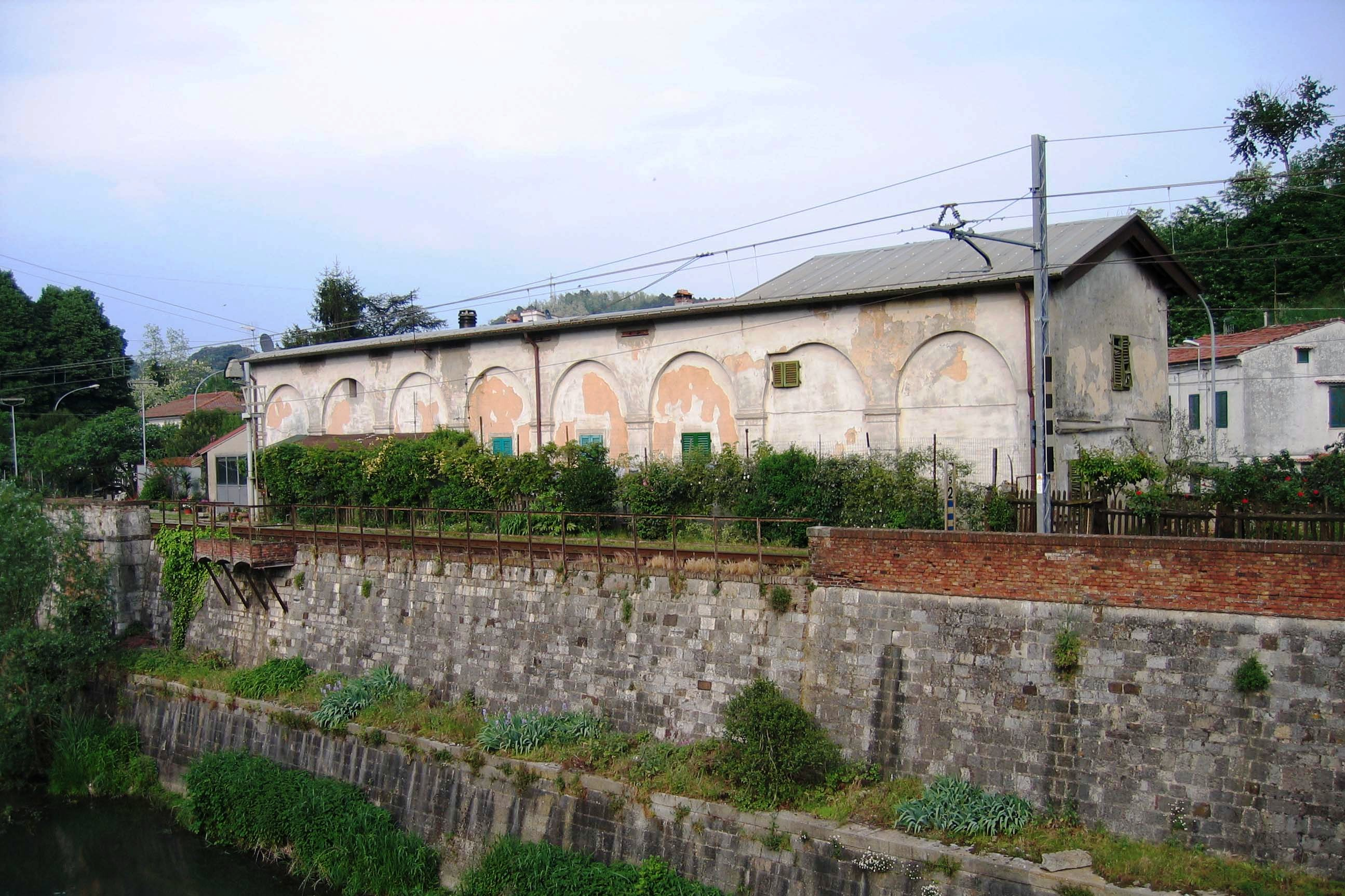
L'ex edificio della stazione di Ripafratta, in cui al tempo erano presenti i servizi doganali

I lavori di costruzione della linea, lunga circa 21 km secondo il progetto dell'ingegnere Bianchi, realizzati dall'ingegnere austriaco Enrico Pohlmeyer, si protrassero a causa delle operazioni di contenimento del Serchio, del canale Ozzeri a Ripafratta e per il numero maggiore di stazioni richieste dalle comunità attraversate.
Il 26 giugno 1846 fu inaugurato il primo tratto Lucca-Ripafratta di 8 km circa. La corsa di collaudo era avvenuta agli inizi di giugno con un treno di sei carrozze seguita da altre due corse il 22 ed il 25 giugno trasportando personalità e cittadini comuni con un viaggio di 12 minuti.
Il 29 settembre 1846 la linea giunse a Bagni di San Giuliano e iniziarono le corse regolari solo passeggeri. L'ultimo tratto fino a Pisa, di 4 km, fu completato il 15 novembre 1846; da tale data iniziarono le corse regolari.
Circa un anno e mezzo dopo, nei mesi di aprile e maggio 1848 il numero di viaggiatori trasportato tra Lucca e Pisa era rispettivamente di 18.537 e di 20.537 unità.
Per l'esercizio della linea il direttore ingegnere Bianchi fece ordinare 3 locomotive alla Norris di Filadelfia. Le tre assunsero i nomi delle principali località attraversate: "Ripafratta", di rodiggio 2-1-0 e "Lucca" e "Pisa" di rodiggio "American" 2-2-0.

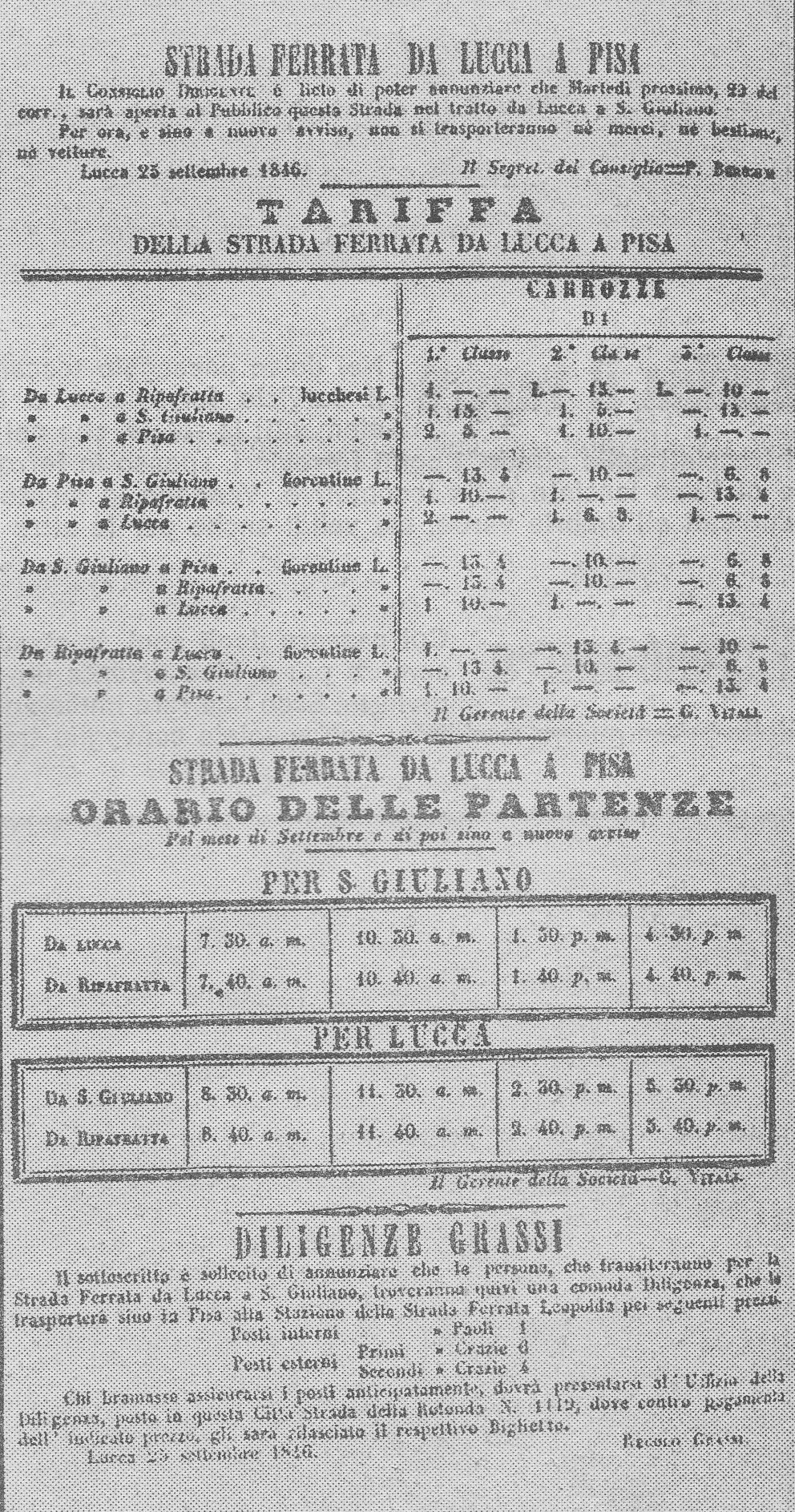
Tariffario del 1846

La precaria situazione economica in cui la Società versava sin dall'inizio portò in breve al fallimento, dichiarato dal Tribunale di Lucca il 27 novembre 1854 e alla vendita all'asta, fissata per il 9 dicembre 1858; la Società Leopolda interessata all'acquisto nel 1860 immetterà la "linea lucchese" nella nuova società delle Strade Ferrate Livornesi.
La stazione di Lucca fu costruita fuori le mura del centro storico su progetto di Giuseppe Pardini ed Enrico Pohlmeyer.
| Tratta                      | Km    | Inizio lavori | Attivazione       | Note   |
| --------------------------- | ----- | ------------- | ----------------- | ------ |
| Lucca-Bagni di San Giuliano | 14,81 |               | 29 settembre 1846 | [ 15 ] |
| Bagni S.G.-Pisa             | 6,02  |               | 15 novembre 1846  | [ 15 ] |

#### La Lucca-Pistoia
La ferrovia Lucca-Pisa, che raggiungeva il porto di Livorno, non era fine a se stessa ma parte di un progetto, di più parti, che mirava al raggiungimento di Pistoia in vista di un prolungamento su Bologna, Modena ed oltre uscendo quindi da un contesto locale
Nel 1845 il duca di Lucca autorizzò lo stesso gruppo promotore della Pisa-Lucca, a cui avevano aderito personalità di Pescia e di Pistoia, costituitosi in "Società Anonima della Strada Ferrata Lucca-Pistoja", alla costruzione di una strada ferrata da Lucca a Pescia, confine col Granducato, con l'intento di raggiungere Pistoia. Nel 1846 Leopoldo II, gran duca di Toscana, autorizzò il tratto ricadente nel suo territorio. Il tratto Lucca-Pescia, i cui lavori vennero affidati all'ingegnere Pohlmeyer che aveva già operato alla costruzione della Lucca-Pisa, venne aperto il 26 dicembre 1848.
I problemi maggiori si ebbero per il tratto Pescia - Pistoia che completava la direttrice subappennina da Pistoia a Pisa. I lavori diretti dal Pohlmeyer incontrarono serie difficoltà nella costruzione del ponte sul fiume Pescia a causa delle proteste della popolazione e dei cartai della zona preoccupati di un restringimento dell'alveo del fiume. Per far ripartire i lavori venne chiamato Tommaso Cini a sostituire l'ingegnere austriaco nella direzione dei lavori; il ponte sul Pescia dovette essere ridisegnato più volte dal Cini prima di essere realizzato. Fu importante anche l'apporto economico del capitalista Michelangelo Bastogi. L'altra opera impegnativa fu l'attraversamento sotterraneo della collina di Serravalle, fra Bagni di Montecatini e Pistoia affrontato con una galleria progettata dal Cini. Nonostante il tratto Lucca-Pescia fosse praticamente pronto già nel 1847 la ferrovia arrivò a Montecatini sei anni dopo; l'entrata in esercizio dell'intera linea dovette attendere l'apertura della galleria di Serravalle nel febbraio 1859.
Il progetto della linea per Pistoia fu completato solo dopo l'annessione di Lucca alla Toscana (1847) integrandolo con la ferrovia Maria Antonia che in tal modo collegava Firenze a Lucca, Prato e Pistoia.
Il tronco da Firenze a Pistoia, di 35 km, fu completato nel 1851 dalla Società delle Strade Ferrate Italiane (Maria Antonia). La linea ferroviaria realizzata a nord dell'Arno collegò in tal modo la capitale del Granducato con le città di Lucca, Prato, Pistoia e Pisa e con il porto di Livorno. Era il risultato della congiunzione di 3 tronchi distinti: Pisa-Lucca, Firenze-Pistoia e Lucca-Pistoia.
| Tratta                             | Km     | Inizio lavori | Attivazione      | Note   |
| ---------------------------------- | ------ | ------------- | ---------------- | ------ |
| Lucca-Altopascio                   | 13,970 |               | 14 giugno 1848   | [ 15 ] |
| Altopascio-San Salvatore           | 4,650  |               | 16 luglio 1848   | [ 15 ] |
| San Salvatore-Pescia               | 4,480  |               | 26 dicembre 1848 | [ 15 ] |
| Pescia-Bagni di Montecatini        | 6,910  |               | 1 luglio 1853    | [ 15 ] |
| Bagni Montecatini-Pieve a Nievole  | 1,930  |               | 23 giugno 1856   | [ 15 ] |
| Pieve a Nievole-Serravalle Ponente | 4,210  |               | 6 giugno 1857    | [ 15 ] |
| Pistoia-Serravalle Levante         | 6,294  |               | 6 giugno 1857    | [ 15 ] |
| Galleria di Serravalle             | 1,320  |               | 3 febbraio 1859  | [ 15 ] |
| Lunghezza totale                   | 43,764 |               |                  |        |

Le vicende dinastiche legate all'assorbimento del ducato di Lucca nel granducato di Toscana fecero ritardare anche la costruzione della linea per Aulla che sarà realizzata con la ferrovia Pontremolese completata nel 1892.
Le linee ex-lucchesi confluirono infine nella rete delle "Livornesi" nel 1860.

### Ferrovia Maria Antonia
L'esito positivo del primo collegamento ferroviario toscano indusse molte compagnie private a sottoporre al Granduca Leopoldo II nuovi progetti per un collegamento tra la capitale e Pistoia. Veniva anche considerata la possibilità che una strada ferrata disposta a destra del fiume Arno avrebbe avuto di collegarsi con le "Strade ferrate Lucchesi" in corso di realizzazione. Una concessione fu infine accordata alla "Società Italiana ed Austriaca" e i lavori affidati all'ingegnere Isambard Kingdom Brunel che a sua volta delegò Benjamin Herschel Babbage. Nel 1844 fu costituita una società anonima delle Strade Ferrate Italiane da Firenze a Pistoja per la costruzione dell'omonimo tronco ferroviario poi battezzata Maria Antonia in onore della Granduchessa alla cui presidenza fu eletto il Marchese Cosimo Ridolfi. Il capitale sociale fu stabilito in 8 milioni di Lire toscane ripartito in 8.000 azioni da mille lire. La sede sociale fu stabilita in Firenze. La durata venne prevista in 60 anni dall'attivazione della linea.
La costruzione del primo tratto, tra Firenze e Prato, richiese circa tre anni (dalla seconda metà del 1845 al febbraio del 1848) e fu osteggiata dalla popolazione locale a causa dei continui disagi a cui era sottoposta. I problemi di carattere sociale e tecnico che si prospettavano anche per il secondo tratto indussero i concessionari a cedere l'incarico dei lavori alla Società Anglo-Italiana. La direzione dei lavori fu affidata a Thomas Woodhouse che riuscì a portarli a compimento nel luglio del 1851.
La "Strada Ferrata" da Firenze a Pistoia ebbe i seguenti tempi di attivazione:
| Tratta           | Km     | Inizio lavori  | Attivazione     | Note |
| ---------------- | ------ | -------------- | --------------- | ---- |
| Firenze-Prato    | 17,552 | settembre 1845 | 3 febbraio 1848 |      |
| Prato-Pistoia    | 15,950 |                | 12 luglio 1851  |      |
| Lunghezza totale | 33,502 |                |                 |      |

### Ferrovia Centrale Toscana: l'itinerario senese
Nel 1840 Luigi Serristori venne nominato governatore di Siena e cominciò a maturare l'idea di un collegamento ferroviario. Nel 1842 fu pubblicata una proposta per la costruzione di una strada ferrata che dal tracciato tra Firenze e Livorno puntasse sulla città di Siena; i promotori erano Giuseppe Pianigiani e Luigi Serristori, che avevano già collaborato nel progetto della Leopolda in qualità di ingegnere, il primo e consulente organizzativo, il secondo.
Il 14 agosto 1844 il comitato promotore, costituito dall'ingegnere Giuseppe Pianigiani (che operava quale perito gratuito) e i signori, Alessandro Bichi, Emilio Clementini, Giovanni Montorselli, Luigi Nencini, Giovanni Pieri, Abramo Servadio, Antonio Tamanti di Montalcino, e Policarpo Bandini, indisse una sottoscrizione pubblica per reperire i capitali e circa un mese dopo il Granduca concesse la facoltà di approntare un progetto esecutivo di cui si fece carico il Pianigiani. Il progetto fu accettato con "motu proprio" granducale il 5 giugno 1845.
La direzione dell'impresa venne assunta dall'imprenditore Policarpo Bandini. Venne costituita una "Società anonima per la Strada Ferrata Centrale Toscana" che iniziò i lavori di costruzione della tratta Siena-Poggibonsi nel 1846, iniziando nel mese di agosto dello stesso anno l'armamento del tratto costruito. Numerosi furono i problemi tecnici, soprattutto per la presenza di acque abbondanti e di gas, riscontrati nello scavo della galleria del Monte Arioso che rallentarono i lavori; i lavori, iniziati il 6 luglio 1846 e si protrassero fin'oltre il 1848 previdero bel 12 punti di attacco per gli scavi. Nell'autunno del 1846 iniziarono i lavori del secondo tratto Poggibonsi-Empoli con l'impiego di circa 4000 persone all'opera. I lavori terminarono nel settembre del 1850 in seguito al completamento della galleria che, con i suoi 1516 m di lunghezza era, al tempo la più lunga realizzata in Italia; il percorso da Siena ad Empoli risultò di 63 km.
La linea venne inaugurata il 14 ottobre 1849 con grande solennità alla presenza del Granduca Leopoldo II, ma la partenza del treno avvenne dalla stazione provvisoria di Mazzafonda, all'imbocco nord della galleria di Monte Arioso in quanto il tratto in questione non era ancora pronto. A Siena vennero costruite le officine di riparazione di locomotive e vagoni.
Nel 1854 alla società Centrale fu concessa l'apertura e l'esercizio di una ferrovia che da Siena avrebbe dovuto raggiungere Perugia.
La tratta per Sinalunga, di 57 km, venne iniziata nel 1854 e terminata nel settembre del 1857; il 19 settembre 1859 fu aperta all'esercizio mentre il 29 ottobre 1860 si aggiunse la tratta Sinalunga-Torrita.
Il successivo tratto fino a Salarco fu aperto dopo l'unificazione italiana, il 20 ottobre 1861; il proseguimento fino a Chiusi fu aperto nel 1862, quello fino ad Orvieto nel 1865.
Scopo iniziale della linea era quello di giungere fino ad Orte per congiungersi con la "pontificia" Roma-Ancona realizzando il collegamento diretto tra le due capitali di stato. Il progetto tuttavia venne osteggiato a lungo a causa della diatriba con i sostenitori della linea di Arezzo, a favore della quale pendeva il parere di Bettino Ricasoli. Questi tuttavia, in quanto presidente del consiglio del governo provvisorio, aveva emesso il 30 gennaio 1860 il decreto che autorizzava il proseguimento da Torrita a Chiusi.
| Tratta                    | Km      | Inizio lavori | Attivazione     | Note                                                                             |
| ------------------------- | ------- | ------------- | --------------- | -------------------------------------------------------------------------------- |
| Siena-Poggibonsi          | -       | 1846          |                 |                                                                                  |
| Galleria del Monte Arioso | 1,516   | 6 luglio 1846 | settembre 1850  |                                                                                  |
| Poggibonsi-Empoli         | 63,942  | autunno 1846  | 14 ottobre 1849 | I km indicati sono comprensivi della galleria Serravalle e del tratto fino Siena |
| Siena-Sinalunga           | 57,569  | 1854          | novembre 1859   |                                                                                  |
| Sinalunga-Torrita         | 6,380   |               | 29 ottobre 1860 |                                                                                  |
| Lunghezza totale          | 127,891 |               |                 |                                                                                  |

### "Strada ferrata Ferdinanda": la via per Arezzo
Nella prima metà degli anni quaranta del XIX secolo furono avanzate proposte per la costruzione di una ferrovia per Arezzo. Un primo progetto venne affidato all'ingegnere toscano Francesco Guasti. Nel 1846 subentrarono nell'incarico Francesco Del Greco e Camillo Giordanengo. La creazione della linea da Firenze fino al confine pontificio via Arezzo fu tuttavia rallentata dalla riluttanza del Granduca a rilasciare la concessione ai richiedenti, personaggi di rilievo dell'economia e della politica della Toscana, anche perché vi era l'opposizione degli ambienti pontifici.
La "Società anonima per la strada ferrata aretina", francese, prima concessionaria nel 1856, non potendo procedere nei lavori fu costretta al fallimento. Nel periodo in cui si costituì il Governo provvisorio toscano in seguito alla fuga di Leopoldo II del 27 aprile 1859, si costituì una nuova società "Strada ferrata Ferdinanda". La prospettiva della realizzazione di una ferrovia dal nord verso Roma aveva intanto acceso un forte dibattito in merito all'itinerario da preferire, se quello da Arezzo o se quello da Siena. Nel 1852 il Municipio di Arezzo facendo pressione sull'opinione pubblica spinse ad iniziare i lavori di sterro fra Rovezzano e Pontassieve; ma anche questi si bloccarono a causa delle incertezze sul reperimento dei capitali.
Il progetto, originariamente previsto con alcuni tratti a doppio binario ed altri a binario unico, fu infine affidato al francese Joseph Ducros che ripartì i lavori di costruzione affidandoli a 4 gruppi diversi. Nel 1859 il Ministero dei Lavori Pubblici bloccò l'apertura del tratto fino a Pontassieve per motivi di sicurezza non ritenendo affidabili le opere eseguite. Solo nel 1866 la ferrovia giunse fino a Ponte S. Giovanni connettendosi ivi con la Roma-Ancona.

### La "Porrettana"
Nel 1845 i fratelli Bartolomeo, Pietro e Tommaso Cini, già intervenuto nella vicenda della Subappennina presentarono al Granduca una proposta di costruzione di una ferrovia per l'attraversamento dell'Appennino collegante Pistoia a Porretta ottenendo una concessione preliminare il 4 aprile 1845.
La linea proposta partiva da Pistoia e risaliva la valle del torrente Ombrone fino a San Felice. Da qui si arrampicava sui contrafforti dell'Appennino per 16 km superando la montagna a Pracchia con una galleria di 2.700 metri. Da Pracchia a Bologna la linea avrebbe seguito il corso del Reno e avrebbe messo in comunicazione la Toscana con gli Stati del nord.
Il 22 aprile 1845 i fratelli Cini pubblicarono il manifesto per la formazione di una "Società anonima della strada ferrata dell'Appennino" in quanto il Granduca pur approvando l'opera non intendeva finanziarla con le casse granducali.
Il progetto però trovò dure opposizioni negli ambienti di Prato; l'ingegnere Ciardi, pratese, presentò un suo progetto di tracciato diverso passante per Prato e la Valle del Bisenzio. La prospettiva di una scelta che avrebbe determinato aumento dell'importanza di Pistoia o di Prato scatenò la competizione fra le due città. Le controversie protratte e i moti rivoluzionari del 1848 portarono allo scioglimento della società creata dai Cini.
Sul versante bolognese il progetto era avversato dal papa Gregorio XVI e soltanto dopo l'ascesa al soglio pontificio di Pio IX la situazione ebbe sblocco anche se essenzialmente la tendenza pontificia era perché le ferrovie corressero all'interno dello stato Pontificio.
In favore del tracciato per Pistoia si dichiarò l'Austria che puntava ad un veloce collegamento con Pistoia e con il porto tirrenico di Livorno considerati strategici per il suo esercito e fece pressioni su Leopoldo II.
Seguì l'avvio delle trattative e la stipula della Convenzione di Roma del 1º maggio 1851 sottoscritta da Austria, Granducato di Toscana, Ducato di Parma, Ducato di Piacenza e Stato Pontificio. che portava avanti il progetto della "Strada ferrata dell'Italia centrale" costituita dalle tratte Piacenza-Bologna e Bologna-Firenze. Una "Commissione internazionale" insediata a Modena composta dai rappresentanti degli stati firmatari portò alla decisione di affidare alla Società Anonima per la Strada Ferrata dell'Italia Centrale il contratto per la "Porrettana" stipulato il 26 gennaio 1852 a Modena. Iniziò quindi l'emissione di azioni per reperire i capitali occorrenti per i quali i governi garantivano un interesse del 5%.
I lavori avviati nelle varie tratte ebbero difficoltà per la Bologna-Pistoia a causa delle polemiche fra i sostenitori delle due soluzioni. Nell'estate del 1853 iniziarono gli scavi di due pozzi di attacco per la costruzione della "galleria dell'Appennino" e i lavori propedeutici lungo il percorso; permanevano sempre le difficoltà finanziarie che rallentavano l'esecuzione degli stessi.
Nel dicembre del 1854 la "commissione internazionale" si riunì per ridefinire l'assetto della società che rischiava di non terminare i lavori intrapresi. L'anno dopo la stessa si mosse al riordino della società appaltante in favore del Duca di Galliera (collegato alla casa Rothschild parigina).
Il 14 marzo 1856 a Vienna fu sottoscritta una nuova convenzione in cui alla nuova concessionaria, la "Imperial-regia società privilegiata delle strade ferrate lombardo venete e dell'Italia centrale", a capitale misto austro-franco-anglo-italiano, (le case Rothschild di Vienna, Parigi e Londra e finanzieri italiani fra cui il conte Bastogi e i duchi Lodovico Melzi e Raffaele De Ferrari) veniva rilasciata la licenza per terminare anche la "Strada ferrata dell'Appennino centrale", da Piacenza a Pistoia, con diramazione a Reggio Emilia per Borgoforte e quindi Mantova.
La nuova società affidò i lavori di costruzione ad un'impresa francese sotto la direzione di Jean Louis Protche il quale rivide tutto il progetto; i lavori ripresero con la costruzione entro il 1859 di tutta la tratta in pianura risolvendo il problema del valico con una galleria di 2727 metri, il cui scavo venne iniziato il 20 luglio 1858 e con la galleria di Piteccio in curva della lunghezza originaria di 1.753 m. Il viadotto di Piteccio completava l'elenco delle imponenti e costose realizzazioni. L'apertura della tratta in pianura avvenne il 20 luglio 1859.
I lavori del tratto toscano iniziarono attorno al 1856. Nonostante le numerose difficoltà offerte dal territorio, che richiesero la deviazione del fiume Reno e la creazione di ben 47 gallerie lungo un percorso di 130 chilometri, sotto la direzione del tecnico francese Jean-Luois Protche la linea ferroviaria venne inaugurata nel 1863.

### La Maremmana
La linea ferroviaria Maremmana fu concepita fin dalla fine degli anni trenta del XIX secolo come naturale prosecuzione verso sud della linea Leopolda che da Firenze raggiungeva l'importante porto di Livorno.
Una prima autorizzazione fu concessa nel 1845; all'epoca la Maremma, termine con cui si indicava il territorio tra il grossetano e l'alto Lazio, era un territorio di scarsissima rilevanza economica, bonificata da poco tempo e poco urbanizzata; l'intento era quello di raggiungere Roma con un tracciato orograficamente poco impegnativo che era però osteggiato dal governo Pontificio. Il progetto non portò quindi a nulla di fatto.
Il 2 ottobre del 1852 si costituì la "Società anonima della via ferrata Maremmana", con sede a Livorno, il cui oggetto era la costruzione di una via ferrata da Livorno al Chiarone. Ottenuta la concessione il 27 novembre 1852 portò avanti i lavori lentamente per varie motivazioni.
Nel 1860 il Governo Provvisorio Toscano con decreto dell'8 marzo 1860 decise il finanziamento della linea litoranea, ordinando nello stesso tempo anche la progettazione di un tronco ferroviario da Cecina fino alle Saline di Volterra che avrebbe dovuto prolungarsi fino all'allacciamento con altra via ferrata: un'apposita commissione nominata dal Governatore Generale delle Province Toscane avrebbe dovuto stabilire, nell'anno successivo, se fosse stato più opportuno allacciare questo tronco con la Leopolda (Firenze-Livorno) alla stazione di Pontedera o con la Ferrovia Centrale Toscana (Firenze-Siena) alla stazione di Poggibonsi.
La linea venne completata nel 1861 dalla Società delle strade ferrate Maremmane seguendo il tracciato Pisa - Collesalvetti - Vada e proseguiva fino al Chiarone che costituiva il confine fra lo Stato italiano e lo Stato pontificio.
La società "Maremmana" si fuse infine con le altre toscane confluendo nella "Società anonima delle Strade Ferrate Romane" nel 1865.

### Concessioni "provvisorie"
Il 27 agosto 1859 Leopoldo II fu costretto a lasciare da Firenze e gli successe un governo provvisorio.
Il governo provvisorio guidato da Bettino Ricasoli, dato che erano in via di ultimazione i lavori di bonifica dell'area maremmana, autorizzò la costruzione della linea Asciano-Grosseto attraverso le vallate dall'Asso, dell'Orcia e dell'Ombrone. I lavori vennero iniziati nel 1860 dalla Società Centrale
Rilasciò inoltre concessione alla Ferrovia Centrale Toscana per la prosecuzione della linea da Siena a Torrita fino a raggiungere Chiusi.
Fu decretata anche la costruzione della ferrovia da Livorno al Chiarone, al confine dello Stato Pontificio.

### Ferrovie minerarie
Per il trasporto della lignite estratta nella miniera carbonifera di Montebamboli, situata nel territorio di Massa Marittima, negli anni quaranta del XIX secolo venne richiesta e accordata la costruzione della Strada ferrata carbonifera; iniziata nel 1844-45 venne completata nel 1854 sotto la direzione dell'ingegnere Giuseppe Pianigiani per conto della Società Anonima per la Ferrovia di Montebamboli a causa dei pesanti ritardi dell'impresa costruttrice. Progettata dall'ingegnere Baldo Marchi, la linea era a scartamento normale, a semplice binario e lunga 26,023 km. La trazione era ippica. In località Torre Mozza terminava su un pontile per il carico della lignite estratta sui navigli.
. La ferrovia Montebamboli-Torre Mozza venne chiusa e venduta assieme alla società mineraria a causa del dissesto economico nel 1861.

## Fusioni e passaggi di mano
Il 10 aprile 1850 nel corso della riunione degli azionisti della Leopolda venne presa la decisione di avviare le trattative per la fusione in una delle due società "Leopolda" e "Maria Antonia". Le condizioni furono stabilite in un documento del 15 luglio 1850; i 26 articoli stabilivano minuzionamente i particolari: era essenziale che la Maria Antonia avrebbe dovuto attivare entro il 1852 l'intera tratta a binario unico Prato-Pistoia e la linea di collegamento delle due nei pressi di Firenze. La Leopolda avrebbe dovuto procedere al riassetto funzionale dell'area ferroviaria di Livorno. A conclusione dei lavori l'esercizio dell'intera linea riunita, Pistoia-Livorno, sarebbe passato alla società della Leopolda per un biennio e in seguito alla deliberazione di assemblea infine si sarebbe completata la fusione effettiva.
La fusione si concretizzò agli inizi del 1860 quando la società Leopolda, la Maria Antonia e le Ferrovie Lucchesi confluirono nella neocostituita "Società Anonima delle Strade Ferrate Livornesi"; l'operazione venne autorizzata dal Governo provvisorio con proprio decreto del 2 marzo 1860. La rete livornese fu costituita dalle quattro linee a sinistra e a destra dell'Arno, con le tratte in costruzione e con la linea di collegamento della rete toscana con le ferrovie liguri.
Le Livornesi ebbero anche il controllo della "Strada ferrata maremmana" (che era una "società di comodo") e in seguito acquisirono anche la concessione della linea aretina.
La società anonima della Strada Ferrata Centrale Toscana conservò una propria gestione indipendente.
Le ferrovie della Toscana alle soglie dell'Unità d'Italia erano raggruppate in tre reti, tutte con obbligazioni garantite dallo Stato:
- "Strade ferrate livornesi",[58].
- "Strada ferrata maremmana",[58]
- "Strada ferrata centrale",[58]

Per motivazioni "di pubblico interesse", in seguito, con provvedimento legislativo del 14 maggio 1865 (legge n. 2279) le linee toscane e romane furono raggruppate per fusione nella "Società anonima delle Strade Ferrate Romane" con sede a Firenze.

## Compagnie ferroviarie costituite nel Granducato[60]
- Società anonima della Strada Ferrata Leopolda.
- Società anonima della Strada Ferrata Maria Antonia da Firenze a Pistoia per Prato. Sede a Firenze. Costituita il 19 settembre 1845. Scopo od oggetto: costruzione ed esercizio della ferrovia[61].
- Società anonima per la Strada Ferrata dell'Appennino. Sede a Firenze. Scopo od oggetto: costruzione ed esercizio della strada ferrata da Pistoia alla Porretta[62].
- Società anonima per la Strada Ferrata dell'Italia Centrale. Costituita il 26 giugno 1851. Scopo od oggetto: Costruzione ed attivazione di una strada ferrata da Piacenza per Parma, Reggio, Modena e Bologna a Prato e Pistoia.
- Società anonima per la Strada Ferrata Aretina. Sede a Firenze. Costituita il 30 agosto 1853. Scopo od oggetto: costruzione ed esercizio della ferrovia aretina.
- Società anonima della Strada Ferrata Maremmana. Sede a Livorno. Scopo od oggetto: costruzione ed esercizio della via ferrata da Livorno al Chiarone. Concessione ottenuta il 27 novembre 1852.
- Società Centrale Toscana. Sede a Siena. Scopo od oggetto: costruzione ed attivazione di una ferrovia da Siena ad Empoli.

A queste si aggiungono le società costituitesi nel Ducato di Lucca annesso, in seguito, allo Stato toscano:
- Società anonima della Strada Ferrata da Lucca a Pisa.
- Società anonima della Strada Ferrata da Lucca a Pistoja.

## Infrastrutture e collegamenti

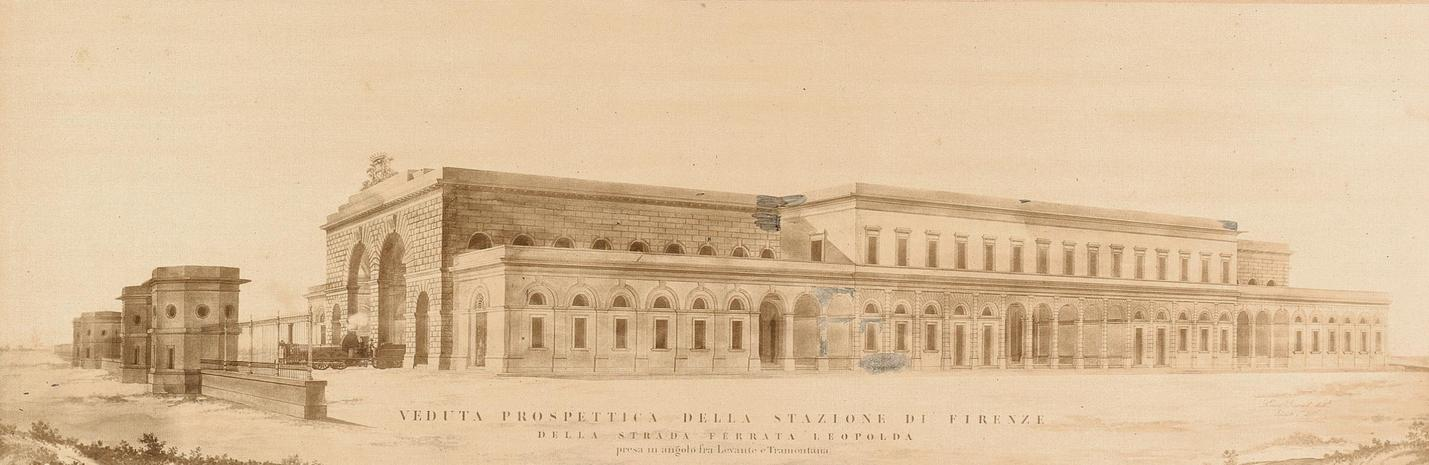
La stazione Leopolda di Firenze in una stampa dell'epoca

A Firenze furono costruite due grandi stazioni ferroviarie di testa, ciascuna come terminale della rispettiva linea, aperte all'esercizio nel 1848 a pochi mesi una dall'altra: la "Stazione Leopolda" a Porta al Prato da cui originava la linea per Pisa e Livorno e la "Stazione Maria Antonia", nei pressi della chiesa di Santa Maria Novella, da cui partiva la linea per Prato e Pistoia; poco distante nacque in seguito la stazione del Ponte a Rifredi.
La Leopolda fu progettata nel 1847 dall'ingegner William Bray e dall'architetto Enrico Presenti di Cortona; costruita in pochi mesi fu inaugurata nel giugno del 1848.
Le due stazioni vennero presto collegate da raccordi ferroviari (in vista della possibilità di interscambio); nel febbraio del 1848 venne aperto il raccordo tra la stazione Maria Antonia e il bivio Porta a Prato della lunghezza di 2,910 km e nel giugno dello stesso anno quello tra le due grandi stazioni fiorentine della lunghezza di 4,027 km.
La stazione "Maria Antonia" venne presto ad assumere il ruolo di stazione principale e di raccordo e in seguito alla fusione delle società ferroviarie toscane nella "Società per le Strade Ferrate Livornesi" (1859-1860) assunse il nome di "Santa Maria Novella".
A Livorno venne realizzata la stazione di San Marco (detta anche questa "la Leopolda") inaugurata nello stesso anno, 1844, della linea per Pisa.
La stazione di Lucca venne realizzata appena fuori delle mura cittadine dove vennero costruite anche le officine ferroviarie.
Il 12 agosto 1848 venne attivato il collegamento tra lo scalo portuale di Livorno Marittima e il Bivio Calambrone per una lunghezza di 3,45 km.
A Siena la Ferrovia Centrale Toscana costruì le officine di riparazione di locomotive e vagoni.
| Tratta                                     | Km     | Attivazione    | Note |
| ------------------------------------------ | ------ | -------------- | ---- |
| Stazione Maria Antonia-Bivio Porta a Prato | 2,91   | febbraio 1848  |      |
| Stazione Maria Antonia-Stazione Leopolda   | 4,027  | giugno 1848    |      |
| Bivio Calambrone-Livorno scalo al porto    | 3,45   | 12 agosto 1848 |      |
| Totale dei raccordi                        | 10,487 |                |      |

## Prospetto riassuntivo delle linee in esercizio al 1860
| Società esercente | Linea                                                   | Km totali | Note                                                                                         |
| --- | ------------------------------------------------------- | --------- | -------------------------------------------------------------------------------------------- |
| S.a. della Strada Ferrata Leopolda                                                                                       | Firenze-Livorno                                         | 96,306    |                                                                                              |
| S.a. della Strada Ferrata da Lucca a Pisa                                                                                | Lucca-Pisa                                              | 20,830    |                                                                                              |
| S.a. della Strada Ferrata da Lucca a Pistoja S.a. delle Strade Ferrate Italiane/ S.a. della Strada Ferrata Maria Antonia | Firenze-Prato-Pistoja-Lucca                             | 77,266    |                                                                                              |
| S.a. per la Strada Ferrata Centrale Toscana                                                                              | Empoli-Siena-Sinalunga-Torrita                          | 127,891   |                                                                                              |
| Raccordi tra scali e stazioni                                                                                            | (Stazione Leopolda, Maria Antonia, Livorno scalo porto) | 10,387    |                                                                                              |
| Linee ferroviarie in esercizio                                                                                           | (in totale)                                             | 332,68    | Nel totale non si tiene conto della ferrovia mineraria Montebamboli-Torre Mozza di 26,023 km |